# R.J. Reynolds Tobacco Company

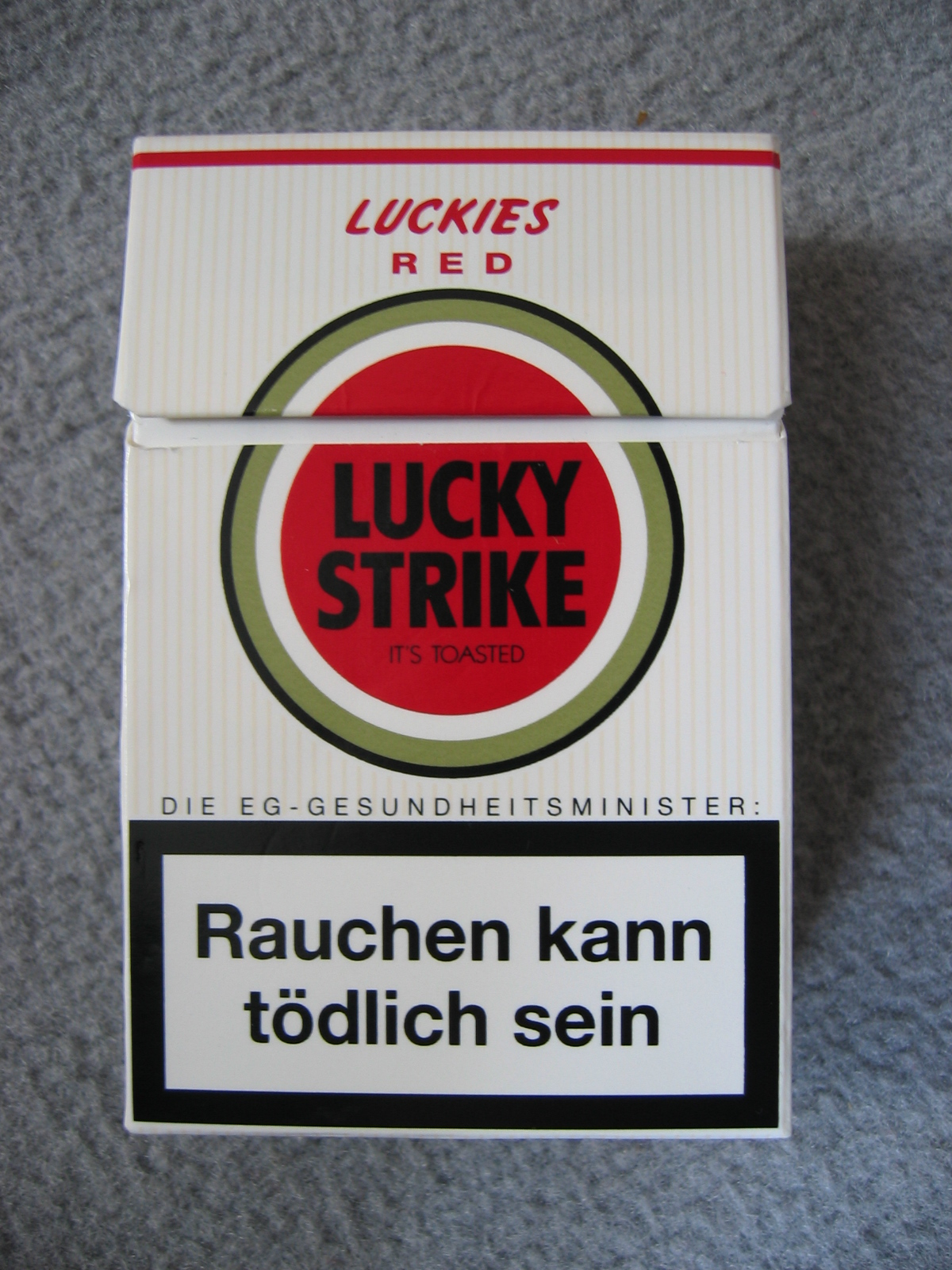
Ett paket Lucky Strike Original Red.

R.J. Reynolds Tobacco Company (RJR) är ett amerikanskt tobaksbolag med högkvarter i Winston-Salem i North Carolina. Företaget grundades av R.J. Reynolds 1874 och är i dag den näst största tobaksproducenten i USA.

## Varumärken
- Camel
- Kool
- Winston
- Salem
- Doral
- Eclipse
- Export A
- Pall Mall
- Barclay
- Belair
- Capri
- Carlton
- GPC
- Lucky Strike
- Misty
- Monarch
- More
- Now
- Tareyton
- Vantage
- Viceroy